# Jakobstad
Jakobstad (in finlandese Pietarsaari) è una città finlandese di 19207 abitanti, situata nella regione dell'Ostrobotnia.

## Società

### Lingue e dialetti
Le lingue ufficiali di Jakobstad sono lo svedese ed il finlandese, e 6,3% parlano altre lingue.
| %     | Ripartizione linguistica (gruppi principali) |
| ----- | -------------------------------------------- |
| 56,0% | madrelingua svedese                          |
| 37,7% | madrelingua finlandese                       |

## Sport

### Calcio
L'FF Jaro è la principale squadra di calcio della città e milita nella Veikkausliiga, la massima serie del campionato finlandese. 

### Hockey su ghiaccio
La principale squadra di hockey su ghiaccio è il Jeppis Hockey, che milita nella Suomi-sarja, la seconda divisione finlandese.

## Amministrazione

### Gemellaggi
- Asker
- Birkerød
- Bünde
- Eslöv
- Garðabær
- Jamestown
- Jūrmala
- Söderhamn